# M1909 76mm山砲
M1909 76mm山砲はフランスのシュナイダー社が開発した山砲である。

## 概要
ギリシャ軍大佐Panagiotis Danglisが1906年に開発した75mm砲に、シュナイダー社が改良を加えた山砲。
ギリシャやフィンランドに輸出された他、帝政ロシアにも輸出され、ソ連発足後もそのまま運用された。
ソ連における運用状況は不明だが、1941年の独ソ戦の序盤でドイツ国防軍がこれを大量に鹵獲、7.62 cm GebK 293(r)として運用していることから、まとまった数が制式武器として利用されていたと思われる。